# Rosa soulieana
Rosa soulieana is een wilde ramblerroos met talrijke kleine witte bloemen, die van nature in het hoogland van Zuidwest- en (minder vaak) Noordwest-China voorkomt. Ze groeit daar aan stroomoevers en op hellingen en landbouwgrond op een hoogte van 2500-3700 m. In 1896 werd de roos op naam gesteld door de Belgische botanicus François Crépin in het Bulletin van de Koninklijke Belgische Botanische Vereniging en ingedeeld in de sectie Rosa sect. Synstylae. De roos is benoemd naar de Franse rooms-katholieke missionaris en botanicus Jean André Soulié die de roos in het westelijke gedeelte van de Chinese provincie Sichuan ontdekte en omstreeks 1895 zaad naar de kwekerij Vilmorin in Frankrijk stuurde (Soulié werd in 1905 door Tibetaanse monniken gemarteld en gedood). Deze wilde ramblerroos is maar zelden gebruikt voor verdere kweek, ook omdat ze niet overal in Europa winterhard is.

## Beschrijving
R. soulieana is een 2 tot 4 meter hoge, breder dan hoge, overhangende struik die ook hoog in een boom kan klimmen of over ander struikgewas kan groeien. De lange, gebogene stengels hebben onregelmatig verspreid staande, rechte of licht gekromde, bleekgele stekels. De bladeren zijn grijsgroen en het samengestelde, geveerde blad bestaat meestal uit zeven tot negen blaadjes. De blaadjes zijn elliptisch of omgekeerd-eirond en hebben inclusief bladsteel een lengte van 3 tot 8 centimeter. De bladrand is licht gezaagd en nabij de basis vaak gaaf. Opvallend zijn de driehoekige (soms kliervormige) steunblaadjes aan de bladsteel.
R. soulieana bloeit éénmaal in het voorjaar en de vroege zomer van mei tot juli met enkelvoudige, kleine witte bloemen die zijn gegroepeerd in tuilen. De bloemen hebben vijf omgekeerd-eironde bloemblaadjes en een diameter van 3 tot 5 cm. Ze geuren licht tot matig. De stijlen van de bloem komen samen in een zuiltje (kolom), dat iets langer is dan de meeldraden. De kleine, eivormige rozenbottels rijpen in augustus tot september en zijn in het begin orangerood. Later verkleuren ze naar zwartpaars. De roos is in België en Nederland matig winterhard.

## Afbeeldingen

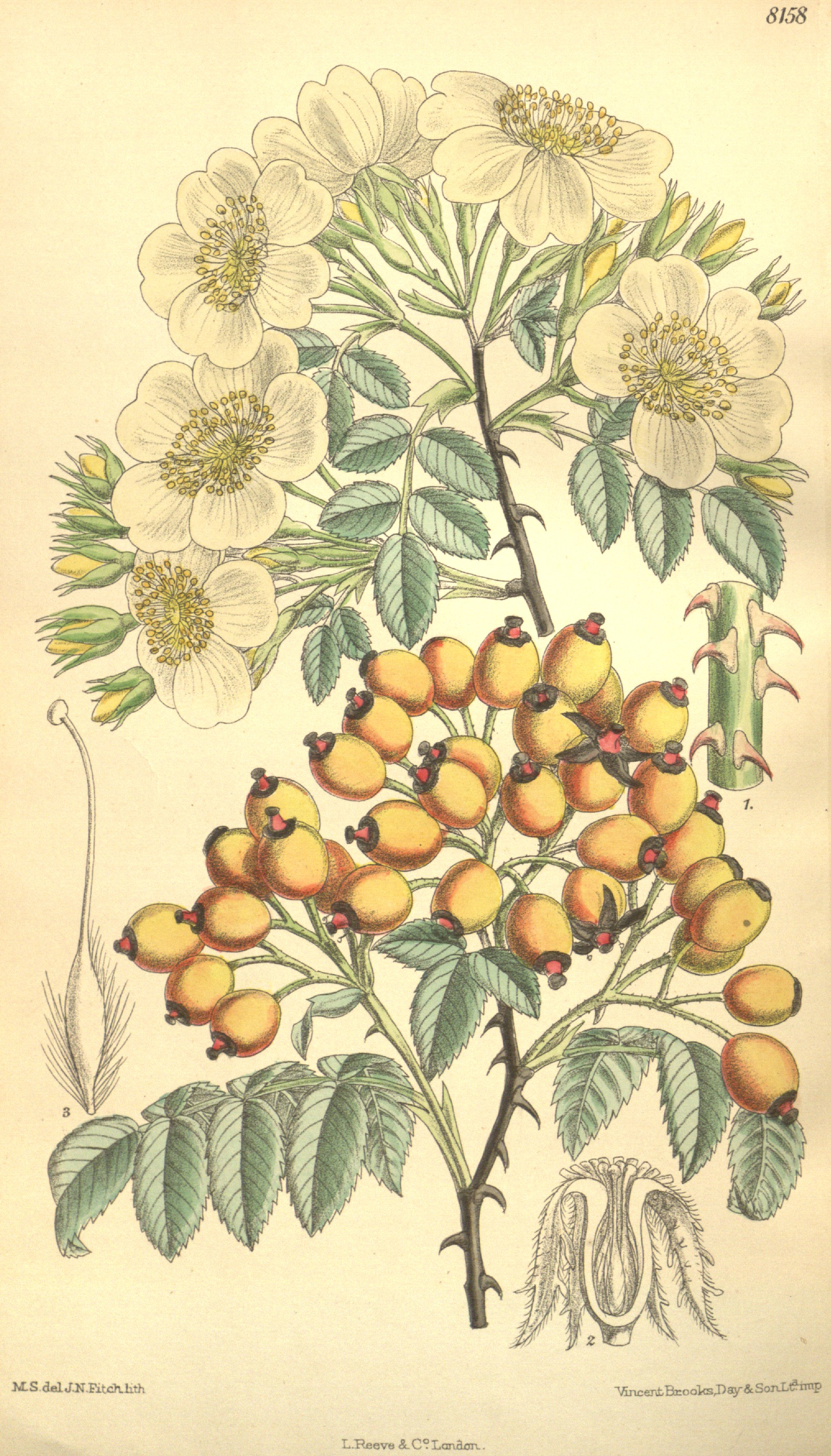
Botanische tekening